# Koveken

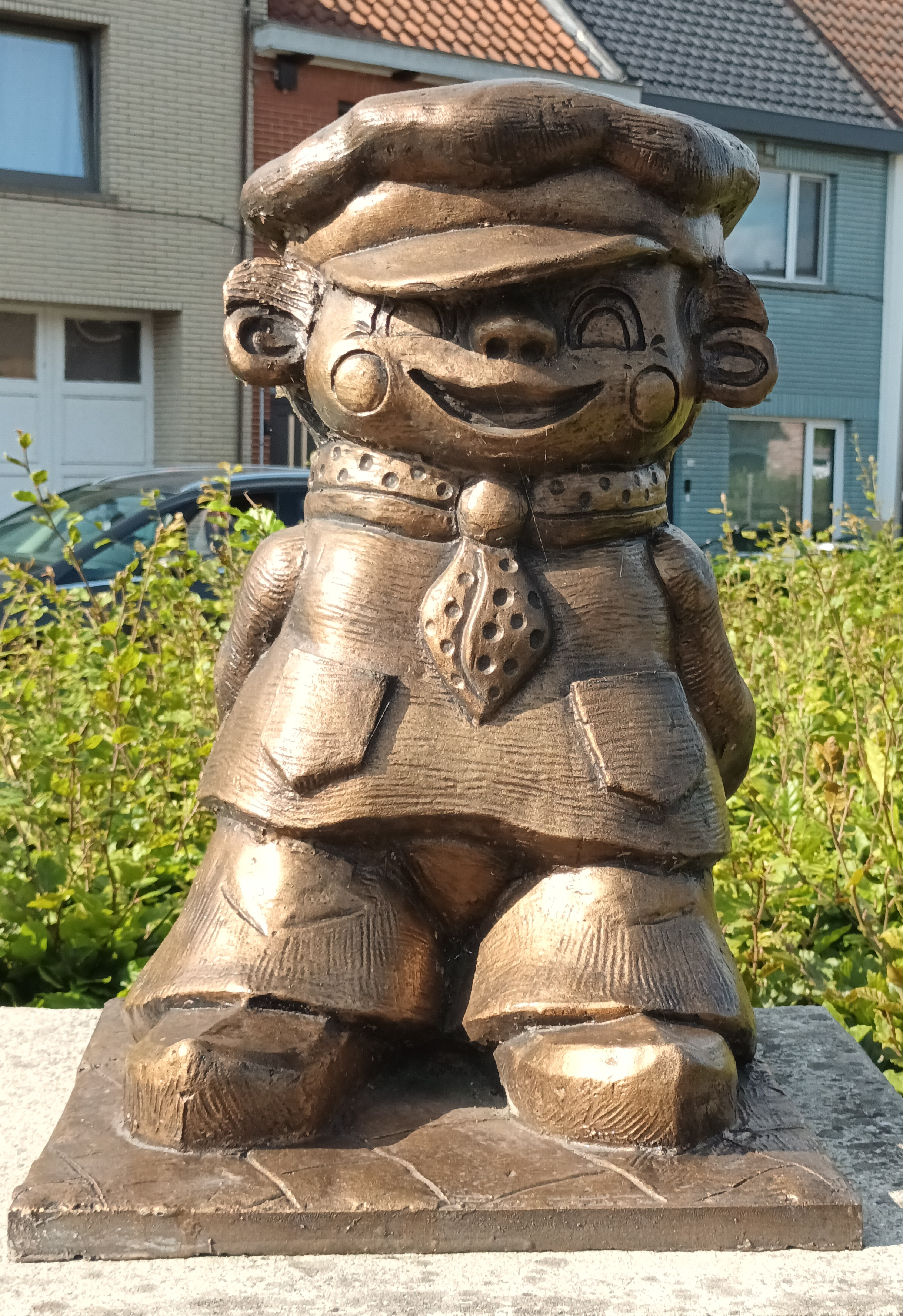
Beeld van een Koveken te Lokeren.

Koveken, ook wel Kovekensstoet of Kovekenkermis genoemd, is een jaarlijks folkloristisch feest in de volkswijk Heirbrug van de Belgische stad Lokeren. Elke vierde zondag van september trekt er een stoet door de wijk met meer dan 50 reuzen. Deze reuzenstoet gaat gepaard met een weekend vol activiteiten: een quiz, barbecue, rommelmarkt, volksspelen, petanque en een ballonvaart. Het volksfeest vindt vooral plaats in de Heirbrugwijk en aanpalende straten. Het volksfeest wordt gecentraliseerd rond de Heirbrugmolen, de enige overblijvende molen van de 47 molens die Lokeren rijk was. 
De bewoners versieren hun huizen met één of meer poppen. Deze poppen noemen ze koven. Het publiek kiest op het einde van het feestweekend de mooiste koven. 

## Geschiedenis
Twee historische gebeurtenissen liggen aan de grondslag van dit Lokerse volksfeest. 
1. In 1803 bracht Napoleon Bonaparte een bezoek aan Lokeren. Deze latere Franse keizer deed Lokeren aan als tussenstop om linnengoed aan te kopen. Hij kwam terecht in de Heirbrugwijk aangezien daar toen veel linnenblekers woonden. Zo tevreden over de ontvangst gaf hij de inwoners van de Heirbrugwijk een gouden snuifdoos (tabaksdoos) cadeau.
2. Jacobus Van Kerckhove maakte de Heirbrugwijk bekend tot in het buitenland. Hij won de eerste prijs van een internationale tentoonstelling van gebleekt lijnwaad in Londen. De Heirbruggenaars waren bijzonder trots op hem en organiseerden dan ook voor hem een groot welkomsfeest. Ze hingen levensgrote poppen aan de gevels, gekleed in zwarte broek, blauwe kiel, rode zakdoek met witte bolletjes en een zwart laken petje. Het belangrijkste attribuut van de koven werd de langwerpige houten schop die gebruikt werd voor het sprinkelen van water. Dit feest werd jaarlijks herhaald en evolueerde naar Kovekenskermis.